# پابرهنه (فیلم ۲۰۰۵)
پابرهنه (انگلیسی: Barefoot) یک فیلم در سبک کمدی رمانتیک و درام به کارگردانی تیل شوایگر است که در سال ۲۰۰۵ منتشر شد.

## بازیگران
- تیل شوایگر
- یوهانا ووکالک
- الکساندرا نلدل
- نادیا تیلر
- میشائیل مندل
- اریک ژودور
- آرمین روده
- یورگن فوگل
- میشائیل گویسدک
- اما تایگر شوایگر
- ایموگن کوگه